# Friedrichshafen
Friedrichshafen – miasto powiatowe w Niemczech, w kraju związkowym Badenia-Wirtembergia, w rejencji Tybinga, w regionie Bodensee-Oberschwaben, siedziba powiatu Bodenseekreis, oraz wspólnoty administracyjnej Friedrichshafen. Leży nad Jeziorem Bodeńskim, liczy 57 961 mieszkańców (31 grudnia 2013), ważny ośrodek przemysłowy i turystyczny, targi międzynarodowe, port lotniczy, prywatny uniwersytet Zeppelin Universität.

## Historia
Miasto powstało w 1811 roku poprzez połączenie dawnego miasta Buchhorn oraz klasztoru Hofen. Swą nazwę otrzymało na cześć pierwszego króla Wirtembergii Fryderyka I.
W 1909 roku hrabia Ferdinand von Zeppelin rozpoczął we Friedrichshafen prace nad budową sterowców.
W 1918 roku Wilhelm i jego syn Karl Maybachowie zakładają fabrykę luksusowych samochodów Maybach-Motorenbau GmbH

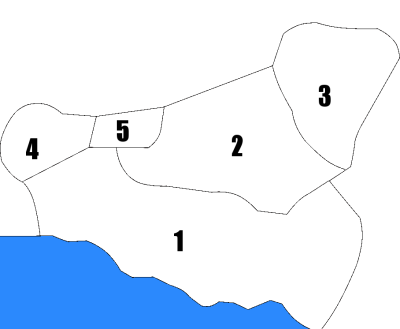
Części miasta

## Podział administracyjny
Miasto składa się z pięciu części:
1. Kernstadt
2. Ailingen
3. Ettenkirch
4. Kluftern
5. Raderach

## Gospodarka
Spośród zakładów przemysłowych miasta na szczególną uwagę zasługują firmy EADS Astrium zajmująca się budową satelitów, ponadto ZF Friedrichshafen produkująca skrzynie biegów oraz MTU Friedrichshafen zajmująca się produkcją silników i turbin do statków i samolotów.
We Friedrichshafen odbywają się różnego rodzaju targi o statusie międzynarodowym, m.in. motoryzacyjne, lotnicze, branży IT, rowerowe, spożywcze, koni, wędkarskie, ogrodnicze i inne.

## Transport

### Transport drogowy
Friedrichshafen ma bardzo dobrze rozwiniętą komunikację. Przez miasto przebiega droga krajowa B31, włączając się do niej kończy się droga krajowa B30.

### Transport kolejowy
Miasto leży przy dwóch liniach kolejowych: Bodenseegürtelbahn (wschód-zachód) i Ulm – Friedrichshafen (północ-południe). Linie częściowo mają taką samą trasę jednak rozdzielają się na stacji Friedrichshafen Stadt. Do 1976 istniało połączenie kolejowo-promowe do szwajcarskiego Romanshorn.
| Bodenseegürtelbahn ↑ Radolfzell am Bodensee - Friedrichshafen-Kluftern - Friedrichshafen-Fischbach - Friedrichshafen-Manzell - Friedrichshafen Landratsamt - Friedrichshafen Stadt - Friedrichshafen Ost ↓ Lindau Hauptbahnhof | Linia kolejowa Ulm – Friedrichshafen ↑ Ulm Hauptbahnhof - Friedrichshafen Flughafen - Friedrichshafen-Löwental - Friedrichshafen Stadt - Friedrichshafen Hafen |

### Zbiorowy transport miejski
Komunikację miejską stanowią autobusy. W 1990 roku powstało przedsiębiorstwo Stadtverkehr Friedrichshafen GmbH, w 1999 roku zmieniono strukturę firmy, a w 2004 roku stała się częścią Bodensee-Oberschwaben Verkehrsverbund. Obecnie działa 15 regularnych linii. Główne przystanki znajdują się przy dworcach Friedrichshafen Stadt i Friedrichshafen Hafen.

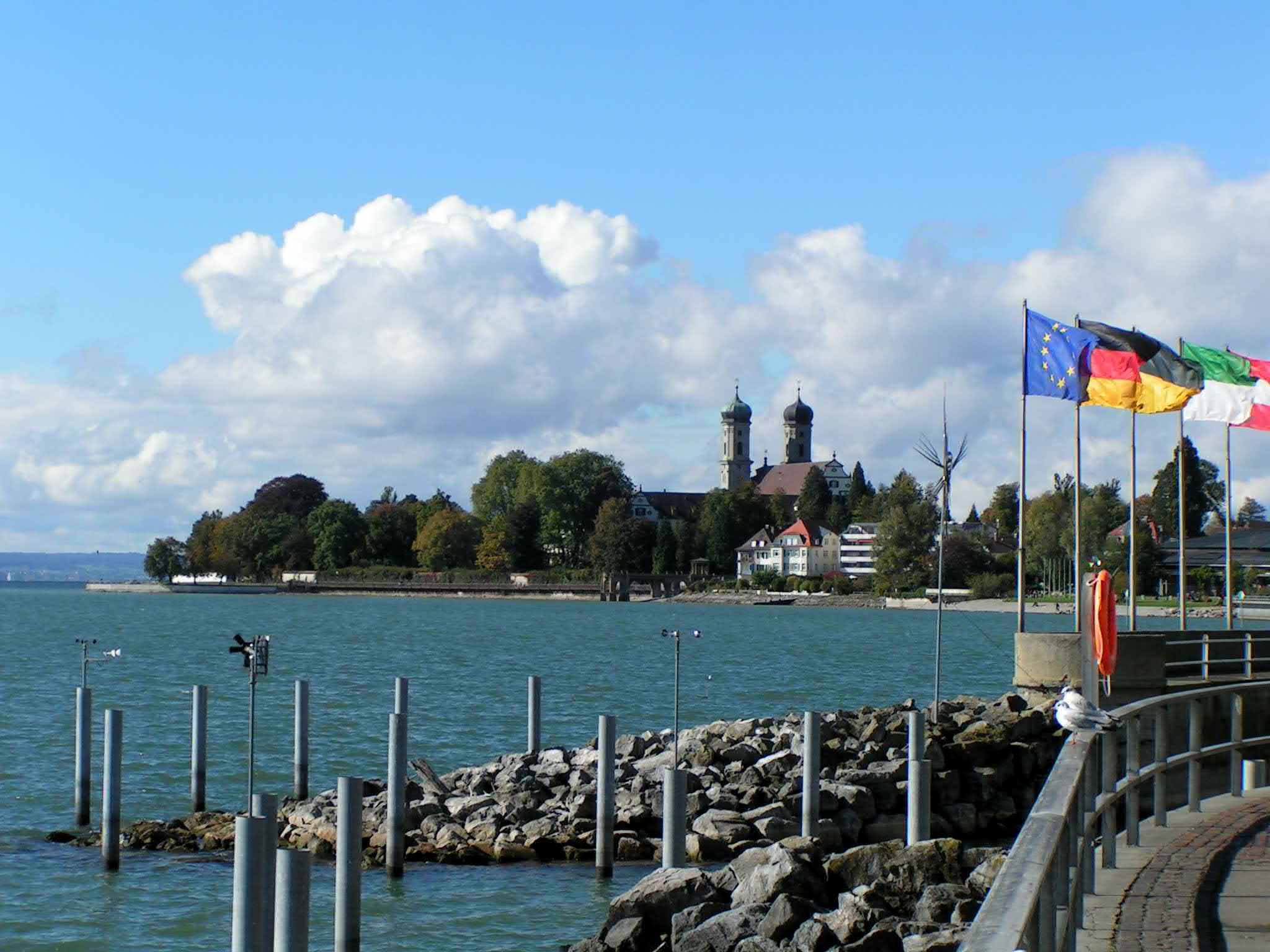
Friedrichshafen

### Promy
Istnieją połączenia promowe, samochodem można dostać się do Romanshorn w Szwajcarii. Od 2005 roku na linii Friedrichshafen-Konstancja pływają dwa katamarany. Innym połączeniem pasażerskim jest: Konstancja-Bregencja-Konstancja (m.in. przez Friedrichshafen).

### Transport lotniczy
W północnej części miasta znajduje się lotnisko, który docelowo obsługiwać ma cały rejon Jeziora Bodeńskiego. W 2007 roku odprawiono tutaj 667 202 pasażerów.

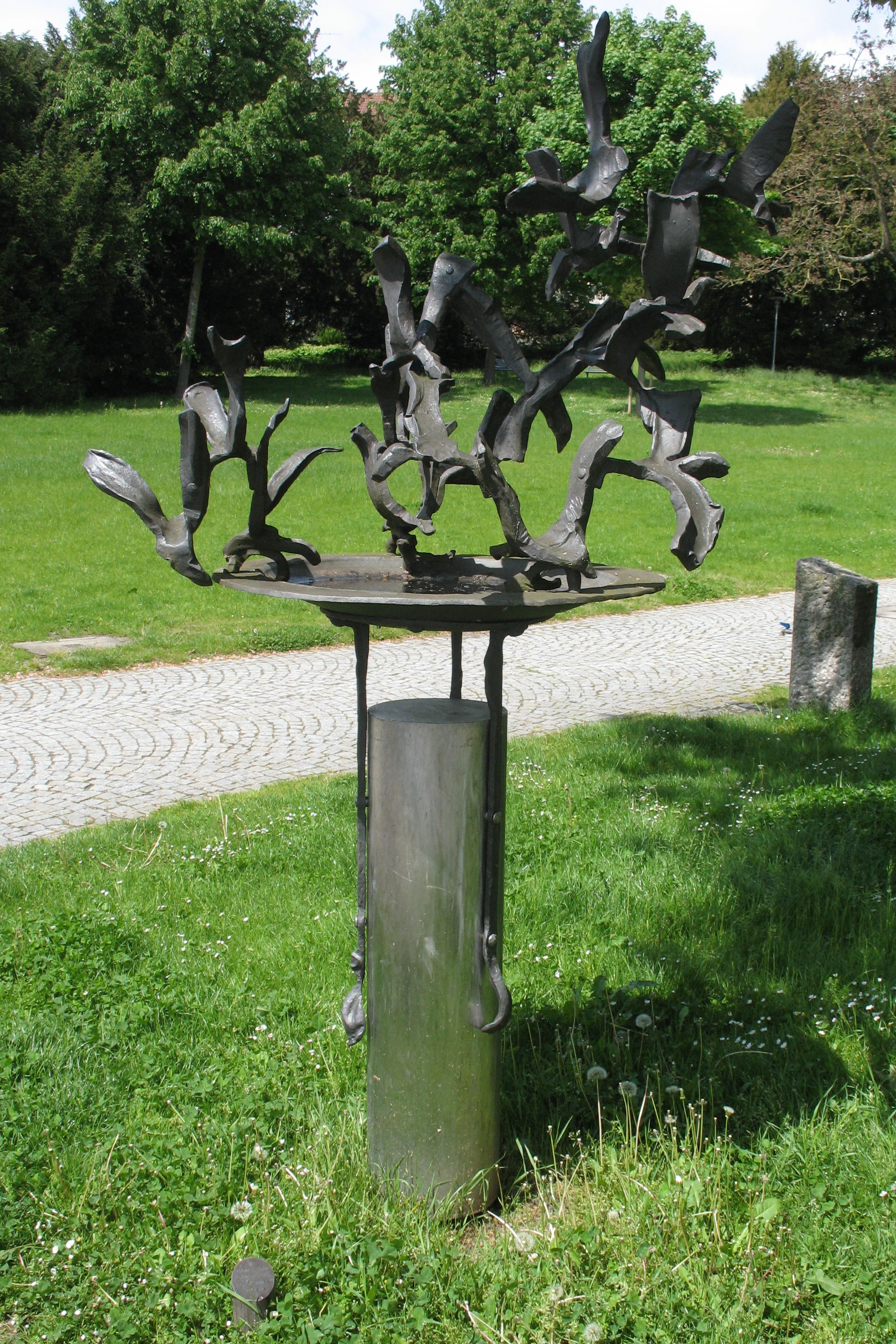

## Sport
- VfB Friedrichshafen – klub piłki siatkowej mężczyzn

## Współpraca
Miejscowości partnerskie:
- Saksonia: Delitzsch od 1990
- Włochy: Imperia od 1994
- Stany Zjednoczone: Peoria od 1976
- Białoruś: Połock od 1990
- Francja: Saint-Dié-des-Vosges od 1973
- Bośnia i Hercegowina: Sarajewo od 1972
- Japonia: Tsuchiura